# Gerhard Thiele (SS-Mitglied)
Gerhard Joachim Richard Thiele, zuletzt Gerhard Lindemann (* 29. April 1909 in Stettin; † 30. Juni 1994 in Düsseldorf) war ein deutscher Lehrer und NSDAP-Kreisleiter in Gardelegen und als solcher gemeinsam mit dem SS-Hauptscharführer Erhard Brauny einer der Verantwortlichen für das Massaker in der Isenschnibber Feldscheune am 13. April 1945, bei dem 1.016 Häftlinge aus den KZ Mittelbau-Dora und Hannover-Stöcken ermordet wurden.
Zum 1. Juni 1931 war er der NSDAP beigetreten (Mitgliedsnummer 547.687). In der SS hatte er den Rang eines SS-Obersturmbannführers und in der Wehrmacht den Dienstgrad eines Oberleutnants erreicht.
Im Januar 1946 tauchte er unter, arbeitete als Abteilungsleiter bei der Kölner Messe und lebte zuletzt als Pensionär mit falscher Identität in Düsseldorf. Seiner Frau und seinem kranken Sohn in der DDR schickte er Geld. Ab 1991 liefen Untersuchungen gegen Thiele beim Landgericht Magdeburg und der Staatsanwaltschaft Stendal. Erst 1997, drei Jahre nach seinem Tod, wurde seine wahre Identität festgestellt.